# Melong (ort i Kamerun)
Melong är en ort i Kamerun.   Den ligger i regionen Kustregionen, i den västra delen av landet, 220 km nordväst om huvudstaden Yaoundé. Melong ligger 792 meter över havet och antalet invånare är 37 086.
Terrängen runt Melong är kuperad söderut, men norrut är den platt. Trakten runt Melong är ganska tätbefolkad, med 230 invånare per kvadratkilometer. Närmaste större samhälle är Nkongsamba, 18,7 km söder om Melong. I omgivningarna runt Melong växer i huvudsak städsegrön lövskog.